# María José Martínez Sánchez
María José Martínez Sánchez (født 12. august 1982 i Yecla, Murcia, Spanien) er en professionel tennisspiller fra Spanien.